# Гроб на шейх Медах Баба
Гроб на шейх Медах Баба (на македонска литературна норма: Гроб на Шејх Меддах Баба) е османска гробница, намираща се в град Скопие, Република Македония. Гробът е обявен за паметник на културата.
Гробът е разположен на чаршията, на входа на чаршията между улиците „Битпазарска“, „Покриена чаршия“, „Евлия Челеби“ и „192“, североизточно от Игит паша тюрбе. Гробът е отбелязан с нишани. На нишана над главата има надпис на арабица, посветен на покойника, а над него е изрязана розета. Нишанът при краката е украсен с растителни елементи. Археологически проучвания в 2014 година показват, че това не е истински гроб – в него няма остатъци от погребение или гробна конструкция. Гробът е обновен в по-ново време, тъй като е направен от бетон с вметнати парчета желязо.